# フラッシノーロ
フラッシノーロ（伊: Frassinoro）は、イタリア共和国エミリア＝ロマーニャ州モデナ県にある、人口約1,700人の基礎自治体（コムーネ）。

## 地理

### 位置・広がり

#### 隣接コムーネ
隣接するコムーネは以下の通り。括弧内のLUはルッカ県、REはレッジョ・エミリア県所属を示す。
- カスティリオーネ・ディ・ガルファニャーナ (LU)
- モンテフィオリーノ
- パラーガノ
- ピエヴェペーラゴ
- リオルナート
- トアーノ (RE)
- ヴィッラ・ミノッツォ (RE)

### 気候分類・地震分類
フラッシノーロにおけるイタリアの気候分類 (it) および度日は、zona F, 3972 GGである。
また、イタリアの地震リスク階級 (it) では、zona 2 (sismicità media) に分類される。

## 行政

### 分離集落
フラッシノーロには、以下の分離集落（フラツィオーネ）がある。
- Cargedolo, Fontanaluccia, Piandelagotti, Riccovolto, Romanoro, Pietravolta, Rovolo, San Pellegrino in Alpe, Sassatella, Spervara